# Neda Agha-Soltan
Neda Agha-Soltan (persa: ندا آقاسلطان; Teheran, 1983 - Teheran, 2009) fou una dona iraniana, assassinada durant les protestes electorals a l'Iran de 2009, a mans de la milícia Basij. La seva mort adquirí una gran notorietat en tot el món en ser enregistrada en vídeo per altres manifestants i difosa per internet. El nom de Neda significa «veu» o «crida» en persa, motiu pel qual se l'anomenà la «veu de l'Iran» en alguns mitjans de comunicació.

## Circumstàncies de la mort
El 20 de juny de 2009, Neda, una estudiant de filosofia, estava aturada en un embús de trànsit, juntament amb el seu mestre de música, a l'avinguda Kargar de Teheran (a prop de l'àrea Amir-abad). Anaven a participar en una marxa de protesta en contra de les eleccions presidencials iranianes. Però a causa de l'excés de calor, van sortir del cotxe, i Neda fou el blanc d'un franctirador de les forces paramilitars Basij, que estaven al càrrec de controlar els protestants. Vídeos amateur mostren els darrers moments de la noia, mentre algunes persones intenten ajudar-la. En el vídeo es pot veure Neda col·lapsant-se a terra, amb sang brollant-li de la boca. Els vídeos es van difondre ràpidament per internet i després pels telenotícies d'arreu del món.